# Strofa Nibelungów
Strofa Nibelungów – zabieg stosowany przez autora Pieśni o Nibelungach. Polega na tym, że cztery wersy powiązane są w jedną rytmiczną całość stroficzną, przy czym wers końcowy jest nieco przedłużony. Trzy pierwsze wersy są siedmioakcentowe, ostatni – ośmioakcentowy. Średniówka następuje po czwartym akcencie, często pojawia się rym średniówkowy, parzysty rym końcowy zaś jest powszechny.
Przykład:
Prawią nam stare pieśni o przeszłości cudach:
O bohaterach słynnych, o znojach, o trudach,
O godach i rozkoszy, o łzach i boleści,
O bojach i zapasach – słuchajcie powieści!